# 924년

## 연호
- 후당(後唐) 동광(同光) 2년
- 요(遼) 천찬(天贊) 3년
- 후백제(後百濟) 정개(政開) 25년
- 고려(高麗) 천수(天授) 7년
- 일본(日本) 엔초(延長) 2년
- 전촉(前蜀) 건덕(乾德) 6년
- 남한(南漢) 건형(乾亨) 8년
- 양오(楊吳) 순의(順義) 4년
- 오월(吳越) 보대(寶大) 원년

## 기년
- 후당(後唐) 장종(莊宗) 2년
- 요(遼) 태조(太祖) 18년
- 신라(新羅) 경명왕(景明王) 8년 / 경애왕(景哀王) 원년
- 고려(高麗) 태조(太祖) 7년
- 후백제(後百濟) 견훤(甄萱) 정개 33년
- 발해(渤海) 대인선(大諲譔) 19년

## 사건
- 발해, 요주를 공격함.
- 경명왕이 세상을 떠나자 동생 위응이 경애왕으로 왕의 자리에 오름.

## 사망
- 신라(新羅) 제54대 국왕(國王) 경명왕(景明王)
- 조물성(曹物城)의 성주(城主) 애선(哀宣)